# Vila Josefa Rösslera
Vila Josefa Rösslera je rodinný dům, který stojí v Praze 5-Hlubočepích ve vilové čtvrti Barrandov v ulici Pod Habrovou.

## Historie
Vilu postavenou v letech 1929-1930 pro manžele Rösslerovy navrhl architekt Alois Houba. Rodina se dvěma malými dětmi zde bydlela pouze krátkou dobu a po jejím odchodu se majitelé vily často střídali.
Josef Rössler (*1897) byl synem Josefa Rösslera-Ořovského, legendárního průkopníka moderního sportu. Jako jeho otec byl aktivním členem pražského střediska skautů a vedl 1. oddíl vodních skautů.

## Po roce 1939
Po vyhlášení Protektorátu roku 1939 byla vila zabavena úřady a až do skončení války zde bydleli Němci. Roku 1945 získal vilu anglický pilot RAF, který se ještě před únorem roku 1948 i s rodinou přestěhoval do Anglie.

## Popis
Funkcionalistická vila postavená na severním svahu Habrové je třípodlažní s plochou střechou a je tvořena několika propojenými kvádry. V tříosém uličním průčelí je zapuštěný domovní vstup. Fasáda je po celé šíři zvýrazněna předstupujícím rizalitem po pravé straně doplněným přístavbou přízemní garáže. Pochozí terasa na střeše garáže má plné omítané zábradlí. Dvouosé východní průčelí má přízemní pravoúhlou přístavbu. Tato přístavba je využívána jako pobytová terasa pro pokoje v nejvyšším patře.
Stavební úpravy
Otevřené nároží v patře nad hlavním vstupem bylo zazděno ještě před rokem 1989. Při stavebních úpravách po roce 2000 byl dům zateplen a dřevěná špaletová okna a vstupní dveře byly nahrazeny plastovými.